# Phạt góc (bóng đá)

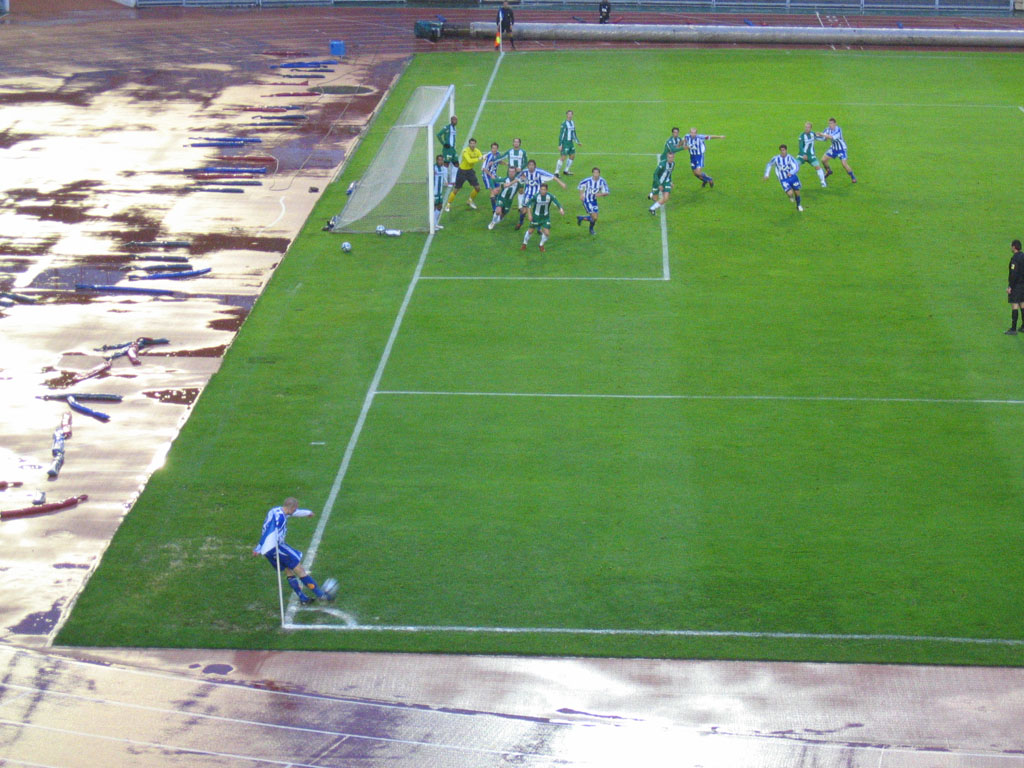
Một quả phạt góc trong trận đấu.

Quả phạt góc là một hình thức bắt đầu lại trận đấu trong bóng đá. Nó được phát minh ra lần đầu tiên tại Sheffield trong bộ luật Sheffield năm 1867. Quả phạt góc được thông qua bởi Liên đoàn bóng đá Anh vào ngày 17 tháng 2 năm 1872.
Một quả phạt góc được trao cho đội tấn công khi quả bóng đã hoàn toàn vượt qua hẳn đường biên ngang trên sân phía ngoài khung cầu môn, dù ở mặt đất hay trên không do người chạm bóng cuối cùng là cầu thủ đội phòng ngự (kể cả thủ môn). Từ quả đá phạt góc, nếu bóng được đá vào cầu môn, bàn thắng sẽ được tính.
Trong phần lớn các trường hợp, trợ lý trọng tài là người thông báo một quả phạt góc sẽ được thực hiện bằng cách sử dụng lá cờ của mình chỉ vào cung đá phạt góc (vòng cung mỗi góc sân) ở phần sân phía bên họ. Tuy vậy phần sân mà quả phạt góc sẽ được thực hiện chỉ xác định khi trọng tài chỉ vào cung đá phạt góc liên quan.

## Quy định

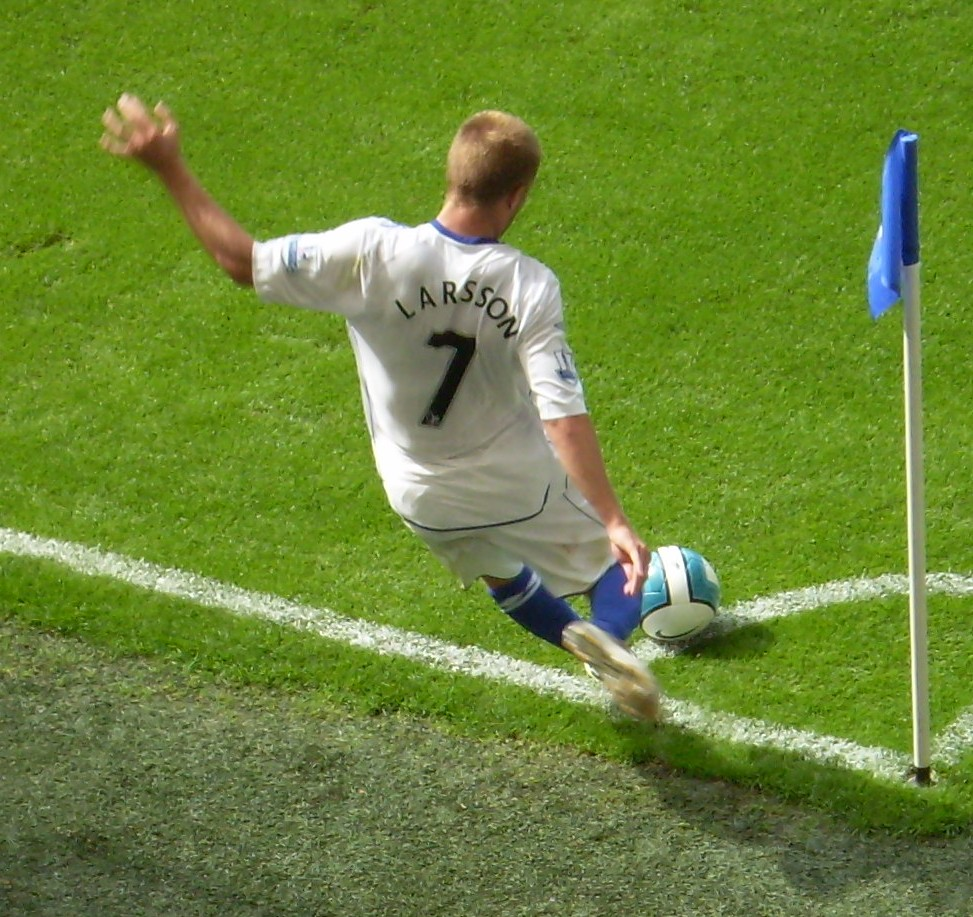
Sebastian Larsson thực hiện một quả phạt góc cho Birmingham City

- Bóng đặt trong cung đá phạt góc tại điểm gần cột cờ góc nhất.
- Không được di chuyển cột cờ góc.
- Cầu thủ đối phương phải đứng cách xa bóng tối thiểu 9m15 đến khi bóng được đá vào cuộc.
- Người đá phạt góc là cầu thủ của đội tấn công.
- Bóng vào cuộc ngay sau khi được đá và di chuyển.
- Cầu thủ đá phạt góc không được chạm bóng lần thứ 2 khi bóng chưa chạm cầu thủ khác.

## Những vi phạm và xử phạt

### Cầu thủ đá phạt góc không phải là thủ môn
- Nếu sau khi đá bóng vào cuộc, cầu thủ đó lại chạm bóng tiếp lần thứ 2 (không phải bằng tay) khi bóng chưa chạm cầu thủ khác:

Đội phòng ngự được hưởng quả phạt gián tiếp tại nơi phạm lỗi.
- Nếu sau khi đá bóng vào cuộc, cầu thủ đó lại cố tình dùng tay chơi bóng khi bóng chưa chạm cầu thủ khác:

Đội phòng thủ được hưởng quả phạt trực tiếp tại nơi phạm lỗi.
Đội phòng thủ sẽ được hưởng quả phạt đền nếu vị trí phạm lỗi ở trong khu phạt đền của cầu thủ đó.

### Cầu thủ đá phạt góc là thủ môn
- Nếu sau khi đá bóng vào cuộc, thủ môn lại chạm bóng (không phải bằng tay) lần thứ 2 khi bóng chưa chạm một cầu thủ khác:

Đội đối phương được hưởng quả phạt gián tiếp tại nơi phạm lỗi.
- Nếu sau khi đá bóng vào cuộc, thủ môn lại cố tình dùng tay chơi bóng khi bóng chưa chạm cầu thủ khác:

Đội đối phương được hưởng quả phạt trực tiếp tại nơi phạm lỗi nếu hành vi phạm lỗi xảy ra ở ngoài khu phạt đền của thủ môn đó.
Đội đối phương được hưởng quả phạt gián tiếp tại nơi phạm lỗi, nếu hành động phạm lỗi xảy ra trong khu phạt đền của thủ môn đó.
Đối với bất kỳ vi phạm luật khác quả phạt góc sẽ được thực hiện lại.

## Chiến thuật đá phạt góc

### Chiến thuật tấn công khi đá phạt góc
Phối hợp tấn công trong đá phạt góc được chia thành: chuyền ngắn phối hợp tấn công, chuyền dài phối hợp tấn công và đá thẳng vào khung thành.
Chuyền ngắn phối hợp tấn công được thực hiện thông qua sự phối hợp đơn giản và thuần thục của 2 hoặc 3 cầu thủ ở gần khu đá phạt góc để lật bóng từ đường biên vào khu trung lộ hoặc dẫn bóng tới sát đường biên ngang rồi bất ngờ ngoặt lại và chuyền bóng vào khu trung lộ. Hình thức chiến thuật này thường được áp dụng khi toàn bộ đội hình của đối phương đều đã tập trung ở trước cầu môn, khi khả năng đánh đầu của các cầu thủ tấn công kém hoặc khi không thể thực hiện được những đường chuyền dài chuẩn xác, đặc biệt là ở trong những trường hợp như: ngược gió, mặt sân lầy lội, bóng nặng...
Chuyền dài phối hợp tấn công thường được thực hiện khi trong đội có chuyên gia đá phạt góc và cầu thủ tấn công có khả năng tranh cướp bóng trên không tốt. Điểm rơi của bóng thông thường là ở 3 khu vực: sát cột dọc gần, ở khu vực giữa chấm phạt đền và đường cầu môn hoặc ở sát cột dọc xa. Để thu được hiệu quả cao khi thực hiện chiến thuật này các cầu thủ phải có tư duy chiến thuật cao, phải lựa chọn chính xác thời cơ và điểm rơi của bóng để lao lên đánh đầu, đồng thời phải có sự phân công rõ ràng về chức năng và nhiệm vụ của mỗi người.
Đá thẳng vào khung thành là từ quả đá phạt góc, cầu thủ thực hiện sút bóng trực tiếp thẳng vào khung thành của đối phương. Đảm nhận nhiệm vụ này phải là cầu thủ có cú sút và kĩ thuật đá phạt tốt để có thể đưa bóng trực tiếp bay vào góc gần hoặc góc xa của cầu môn đối phương. Khi thực hiện chiến thuật này các cầu thủ khác cũng vẫn phải triển khai đội hình tiếp ứng để đánh thọc sườn nhằm phân tán sự chú ý của hàng phòng ngự, đặc biệt là thủ môn đối phương, đồng thời phòng khi bóng không vào lưới thì vẫn có thể kịp thời phối hợp tấn công.

### Chiến thuật phòng thủ khi đối phương đá phạt góc
Khi đối phương đá phạt góc, thông thường bên phòng thủ chỉ cắm duy nhất một tiền đạo ở lại gần đường giữa sân, còn các cầu thủ khác nhanh chóng rút về để kịp thời tổ chức hoạt động phòng ngự. Các cầu thủ cao lớn đánh đầu tốt phải kèm chặt các cầu thủ tương ứng của đối phương hoặc rút về phòng thủ ở khu vực nguy hiểm trước khung thành, các cầu thủ khác phải chia nhau bắt người, thủ môn phải đứng ở gần đường cầu môn cách cột dọc phía xa khoảng 2m và phải luôn chuẩn bị sẵn sàng để lao ra, một hậu vệ phải đứng ở sát cột dọc gần để đề phòng đối phương sút bóng vào vị trí đó. Cũng có thể bố trí một hậu vệ đứng sát cột dọc xa để có thể kịp thời bổ sung vị trí khi thủ môn đã lao ra. Tùy thuộc vào tình hình cụ thể trong thi đấu có thể bố trí thêm một cầu thủ tiền đạo cánh đứng sát đường biên ngang cách bóng 9,15m, để đề phòng đối phương thực hiện quả đá phạt góc bằng chuyền bóng ngắn và chuyền thấp ngang vào trung lộ, đồng thời quấy rối và gây ức chế về tâm lý cho cầu thủ đá phạt làm ảnh hưởng tới chất lượng quả đá phạt góc của đối phương.